# Carrhae (stolica tytularna)
Carrhae (łac. Diœcesis Carrhenus) – stolica historycznej diecezji w Cesarstwie Rzymskim (prowincja Osroene), współcześnie w Turcji. Istniała w IV–IX wieku, pierwszym wzmiankowanym biskupem tej diecezji był Barses. Od XVIII w. katolickie biskupstwo tytularne, wakujące od 1965.

## Biskupi tytularni
| Lp. | Biskup                                 | Od                | Do                |
| --- | -------------------------------------- | ----------------- | ----------------- |
| 1   | Giovanni Battista de Capua             | 23 marca 1729     | brak danych       |
| 2   | João José Vaz Pereira                  | 27 czerwca 1821   | 4 maja 1830       |
| 3   | Pietro-Raffaele Arduini OFMConv.       | 25 września 1838  | 30 stycznia 1843  |
| 4   | Patrick Phelan PSS                     | 20 lutego 1843    | 8 maja 1857       |
| 5   | Albert von Haller                      | 18 marca 1858     | 28 listopada 1858 |
| 6   | Johann Rudolf Kutschker                | 7 kwietnia 1862   | 3 kwietnia 1876   |
| 7   | Anton Josef Gruscha                    | 28 marca 1878     | 23 czerwca 1890   |
| 8   | Ferdinand Cselka                       | 19 stycznia 1893  | 7 marca 1897      |
| 9   | John Gerald Neville CSSp.              | 1 września 1913   | 27 lutego 1943    |
| 10  | José de la Cruz Turcios y Barahona SDB | 28 maja 1943      | 8 grudnia 1947    |
| 11  | Manuel Marengo                         | 20 lutego 1950    | 22 lutego 1956    |
| 12  | Joseph Ouellette                       | 29 listopada 1956 | 27 marca 1965     |